# Michael Rother
Michael Rother é um multi-instrumentista e compositor alemão de krautrock, electro, ambient e experimental, nascido em Hamburgo, Alemanha, em 1950. Artista influente, Rother, participou de diversos grupos seminais do Krautrock alemão da década de 1970.
No final dos anos 60, Rother fez parte de um grupo chamado Spirits of Sound com o músico Wolfgang Flür, que mais tarde tornou-se integrante do Kraftwerk. Em 1971,  Rother também entra para o Kraftwerk onde conhece Klaus Dinger, ainda no mesmo ano, Rother e Dinger deixaram o Kraftwerk para fundar a banda Neu!, com a qual Rother gravou três álbuns nos quatro anos seguintes.
Em 1973, Rother fundou o grupo Harmonia com os integrantes da banda Cluster.

## Discografia

### Álbuns
- 1977 Flammende Herzen
- 1977 Sterntaler
- 1979 Katzenmusik
- 1983 Lust
- 1987 Traumreisen
- 1994 Fernwärme
- 1996 Esperanza
- 2004 Remember (The Great Adventure)

### Compilações
- 1993 Radio